# Hoegaarden (Belgio)
Hoegaarden è un comune belga di 6 226 abitanti nelle Fiandre (Brabante Fiammingo).
Hoegaarden è la patria dell'omonima birra.